# Nototriton
Nototriton es un género de anfibios en la familia Plethodontidae, caracterizado por carecer de pulmones. Su sistema respiratorio se localiza en su piel y en los tejidos alrededor de la boca. Habitan en el área desde el centro de Costa Rica hasta el oeste de Honduras, llegando incluso al este de Guatemala.

## Especies
Se reconocen las siguientes 19 especies:
- Nototriton abscondens (Taylor, 1948).
- Nototriton barbouri (Schmidt, 1936).
- Nototriton brodiei Campbell & Smith, 1998.
- Nototriton gamezi García-París & Wake, 2000.
- Nototriton guanacaste Good & Wake, 1993.
- Nototriton lignicola McCranie & Wilson, 1997.
- Nototriton limnospectator McCranie, Wilson & Polisar, 1998.
- Nototriton major Good & Wake, 1993.
- Nototriton matama[2] Boza-Oviedo, Rovito, Chaves, García-Rodríguez, Artavia, Bolaños & Wake, 2012
- Nototriton mime[3] Townsend, Medina-Flores, Reyes-Calderón & Austin, 2013
- Nototriton nelsoni Townsend, 2016.
- Nototriton oreadorum Townsend, 2016.
- Nototriton picadoi (Stejneger, 1911).
- Nototriton picucha Townsend, Medina-Flores, Murillo & Austin, 2011
- Nototriton richardi (Taylor, 1949).
- Nototriton saslaya Köhler, 2002.
- Nototriton stuarti Wake & Campbell, 2000.
- Nototriton tapanti Good & Wake, 1993.
- Nototriton tomamorum[4] Townsend, Butler, Wilson & Austin, 2010